# Ruspolia differens
Ruspolia differens är en insektsart som först beskrevs av Jean Guillaume Audinet Serville 1838.  Ruspolia differens ingår i släktet Ruspolia och familjen vårtbitare. Inga underarter finns listade i Catalogue of Life.